# Dodekaederstern

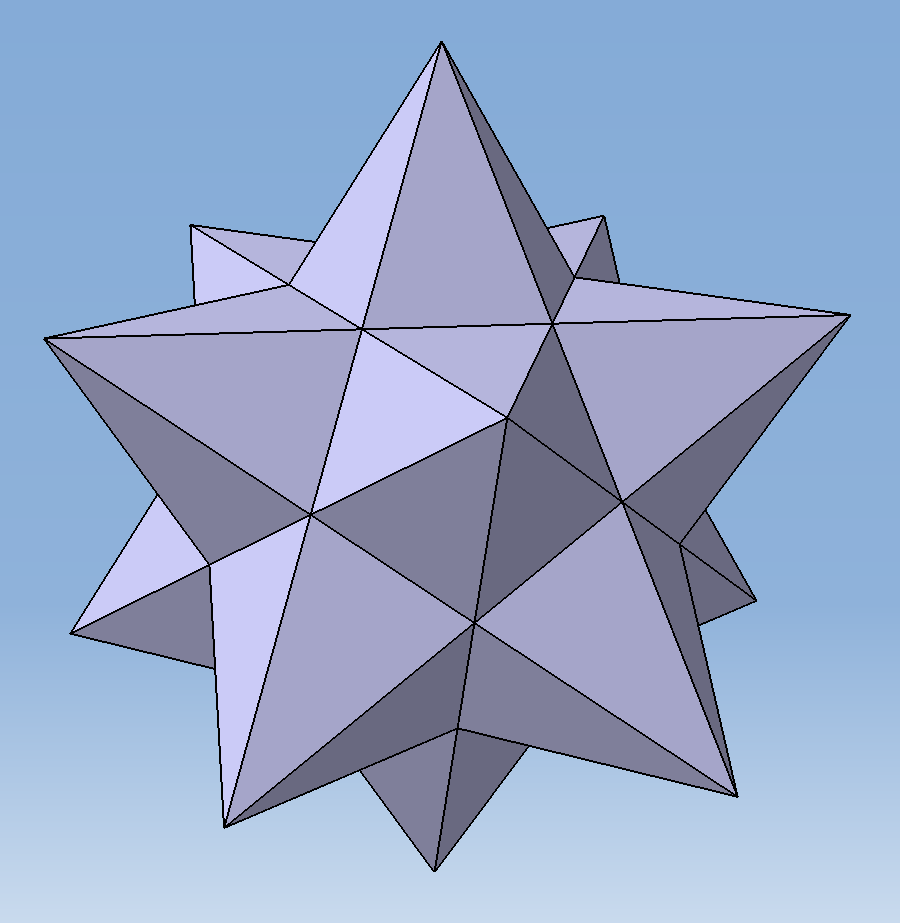
Dodekaederstern (12 Spitzen)

Der Dodekaederstern, auch Kleines Sterndodekaeder genannt, ist ein reguläres Polyeder und einer der vier Kepler-Poinsot-Körper. Er wird von 12 regelmäßigen Pentagrammen begrenzt, die 60 gleichschenklige Dreiecke bilden. Der Sternkörper zeichnet sich durch die Gleichheit sämtlicher Flächenwinkel – sowohl innen als auch außen – von 116,57° aus.

## Eigenschaften
Werden sämtliche 30 Kanten eines Dodekaeders über seine Ecken hinaus verlängert, bis sich jeweils 5 von ihnen in einem Punkt schneiden, so entsteht ein Dodekaederstern, den man sich als Dodekaeder mit 12 aufgesetzten Pyramiden vorstellen kann. Die Zacken des Dodekaedersterns bilden die 12 Eckpunkte eines regelmäßigen Ikosaeders.
Der Dodekaederstern ist der umschriebene Körper von 12 sich gegenseitig schneidenden Pentagrammen, die koinzident mit den Begrenzungsflächen eines Dodekaeders sind. Im Inneren des Dodekaedersterns befinden sich 20 gleichseitige Dreiecke, Schnittflächen, deren Seitenlänge gleich der der Pentagrammdiagonale ist, und die ein Großes Ikosaeder aufspannen.
- Die Oberflächen von Dodekaeder- und Ikosaederstern sind gleich, wobei letzterer das kleinere Volumen einschließt.
- Pentakisdodekaeder und Dodekaederstern sind topologisch gleichwertig.

Der Dodekaederstern ist dual zum Großen Dodekaeder. Jede Ecke des Dodekaedersterns ist einem regelmäßigen Fünfeck des Großen Dodekaeders zugeordnet, und jede Ecke des Großen Dodekaeders gehört zu einem regelmäßigen Pentagramm des Dodekaedersterns.

## Formeln

Körpernetz eines Dodekaedersterns

| Größen eines Dodekaedersterns mit Kantenlänge a   | Größen eines Dodekaedersterns mit Kantenlänge a                                                                                     |
| ------------------------------------------------- | --- |
| Volumen                                           | {\displaystyle V={\frac {5}{4}}\cdot a^{3}\cdot (5\cdot {\sqrt {5}}-11)} {\displaystyle \approx 0{,}225\cdot a^{3}}                 |
| Oberflächeninhalt                                 | {\displaystyle A_{O}=15\cdot a^{2}\cdot {\sqrt {85-38\cdot {\sqrt {5}}}}} {\displaystyle \approx 2{,}573\cdot a^{2}}                |
| Länge der Schenkel der gleichschenkligen Dreiecke | {\displaystyle s={\frac {a}{2}}\cdot (3-{\sqrt {5}})} {\displaystyle \approx 0{,}382\cdot a}                                        |
| Länge der Basis der gleichschenkligen Dreiecke    | {\displaystyle b=a\cdot ({\sqrt {5}}-2)} {\displaystyle \approx 0{,}236\cdot a}                                                     |
| Umkugelradius                                     | {\displaystyle r_{u}={\frac {a}{4}}\cdot {\sqrt {10-2\cdot {\sqrt {5}}}}} {\displaystyle \approx 0{,}588\cdot a}                    |
| Kantenkugelradius                                 | {\displaystyle r_{k}={\frac {a}{4}}\cdot ({\sqrt {5}}-1)} {\displaystyle \approx 0{,}309\cdot a}                                    |
| Inkugelradius                                     | {\displaystyle r_{i}={\frac {a}{20}}\cdot {\sqrt {50-10\cdot {\sqrt {5}}}}} {\displaystyle \approx 0{,}262\cdot a}                  |
| Höhe der Pyramiden                                | {\displaystyle k={\frac {a}{5}}\cdot {\sqrt {25-10\cdot {\sqrt {5}}}}} {\displaystyle \approx 0{,}325\cdot a}                       |
| Verhältnis von Volumen zu Umkugelvolumen          | {\displaystyle {\frac {V}{V_{UK}}}={\frac {3}{2\cdot \pi }}\cdot {\sqrt {130-58\cdot {\sqrt {5}}}}} {\displaystyle \approx 0{,}265} |
| Innenwinkel des regelmäßige Pentagramms           | {\displaystyle \alpha =36^{\circ }}                                                                                                 |
| Winkel zwischen benachbarten Flächen              | {\displaystyle \beta =\arccos \left(-{\frac {\sqrt {5}}{5}}\right)\approx 116^{\circ }\;33^{\prime }\;54^{\prime \prime }}          |

## Zusammenhang mit anderen Polyedern

Durch Abstumpfen entsteht der abgestumpfte Dodekaederstern, der von außen wie ein Dodekaeder aussieht, das Dodekadodekaeder und schließlich das Große Dodekaeder.

Die konvexe Hülle ist das Ikosaeder. Es hat auch gemeinsame Kanten mit dem Großen Ikosaeder. Es gibt vier verwandte Polyeder, die durch Abstumpfen entstehen.
Das duale Polyeder ist das Große Dodekaeder. Das Dodekadodekaeder ist eine Rektifikation, wobei Kanten bis zu Punkten abgestumpft werden. Der abgestumpfte Dodekaederstern kann als ein degeneriertes reguläres Polyeder angesehen werden, weil seine Ecken und Kanten übereinstimmen, aber es ist für die Vollständigkeit enthalten. Die Oberfläche sieht aus wie ein normales Dodekaeder, aber es hat 24 Seitenflächen, die paarweise übereinstimmen. Die Spitzen werden abgeschnitten, bis sie die Ebene des Pentagramms unter ihnen erreichen. Die 24 Seitenflächen sind 12 regelmäßige Fünfecke von den abgestumpften Ecken und 12 Fünfecke, die die Form von doppelt gewundenen Fünfecken annehmen, die die ersten 12 Fünfecke überlappen. Diese werden gebildet, indem die ursprünglichen Pentagramme abgestumpft werden.

## Skulpturen in Form eines Dodekaedersterns

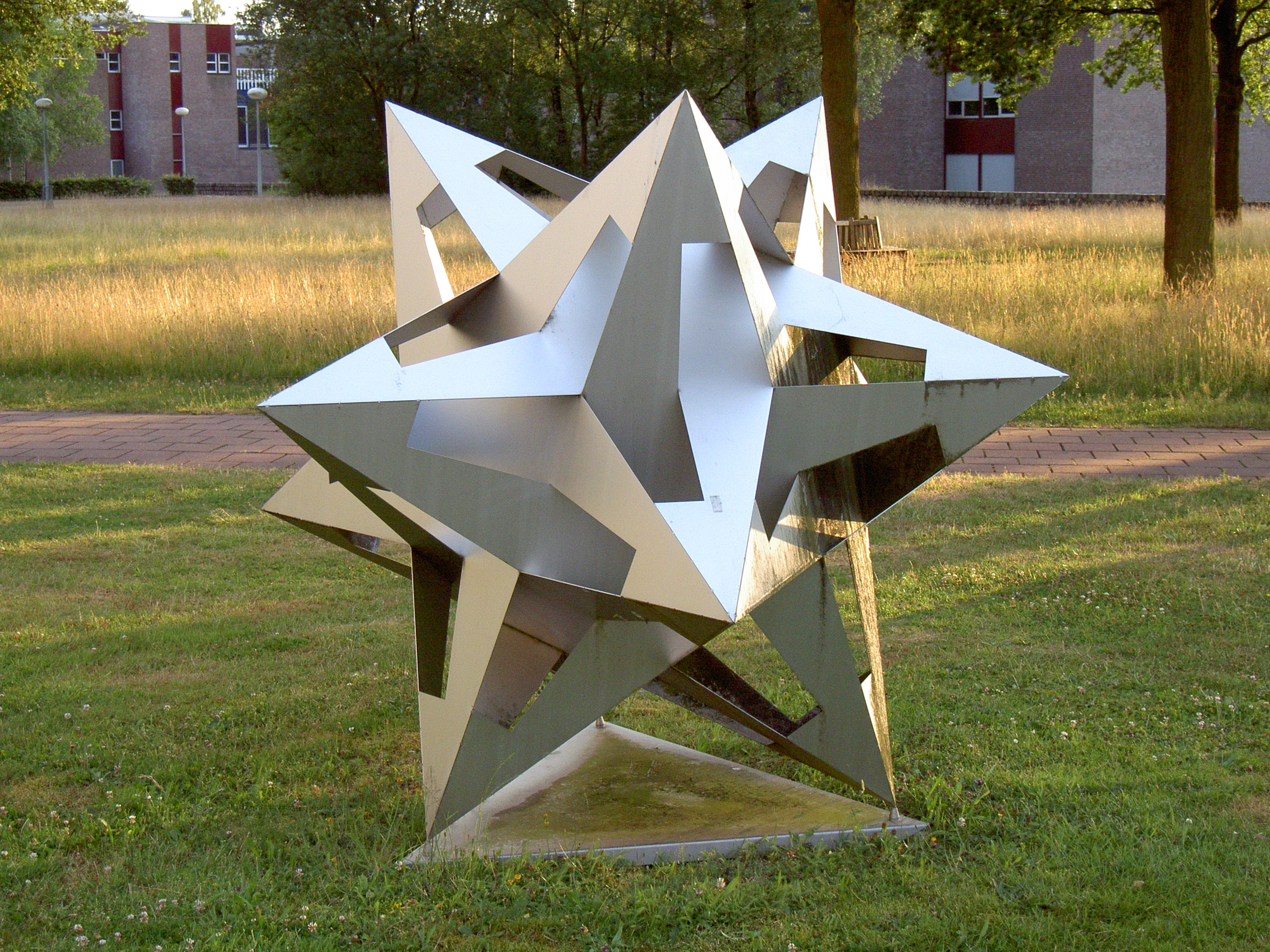
Skulptur eines Dodekaedersterns nach einer Zeichnung von M. C. Escher

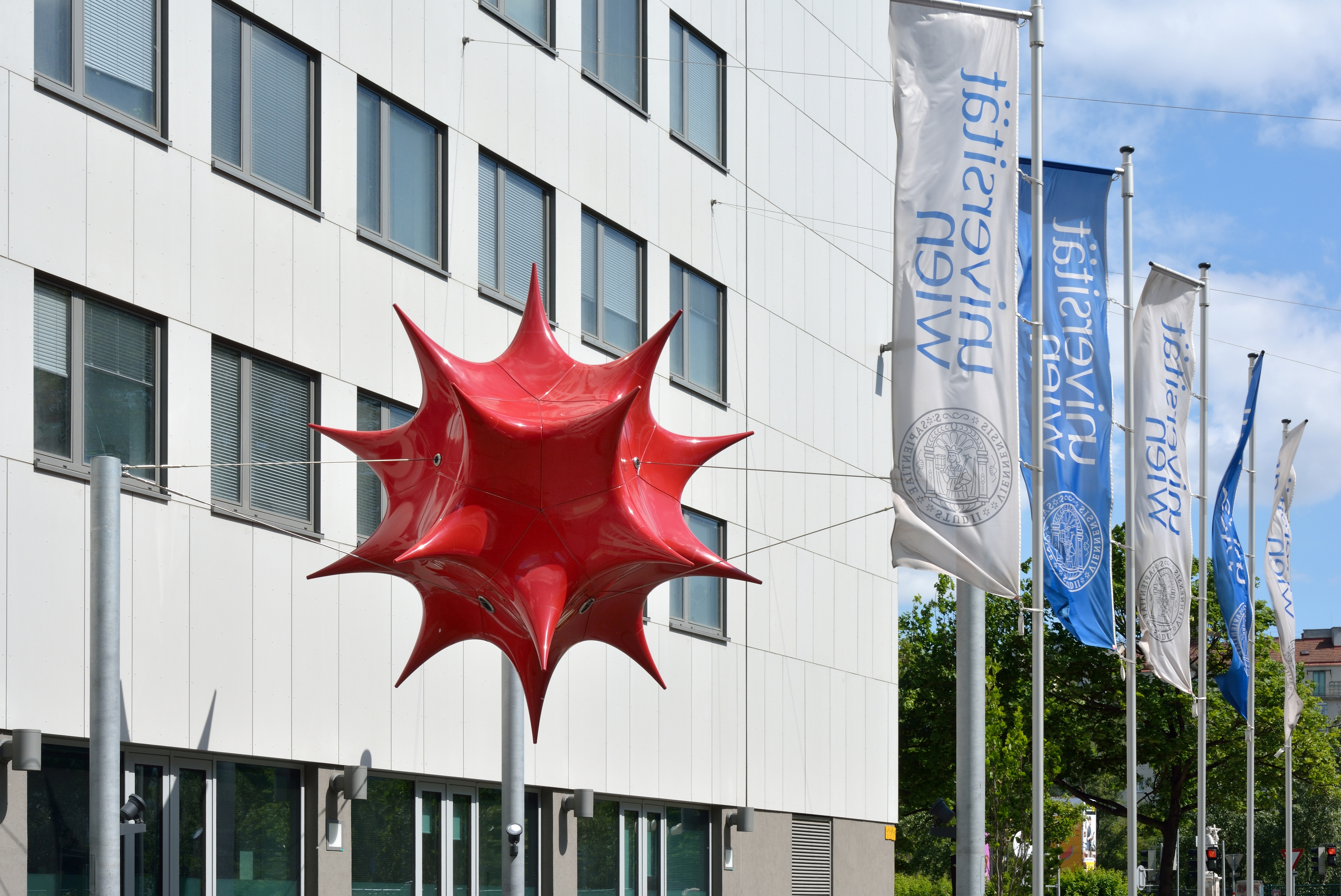
Skulptur Dodekaederstern, in Wien IX., in Anspielung an den Platznamen und die Waffe Morgenstern

Auf dem Gelände der Universität Twente in Enschede (Niederlande) befindet sich eine Metallskulptur eines Dodekaedersterns, die nach einer Zeichnung von M. C. Escher geschaffen wurde.
Anlässlich der Adaptierung des früher von der Pensionsversicherungsanstalt genutzten Gebäudes am Oskar-Morgenstern-Platz 1 in Wien-Alsergrund für die Fakultäten der Mathematik und der Wirtschaftswissenschaften der Universität Wien, wurde die Skulptur Dodekaederstern angebracht. Die Oberfläche stellt die Lösung einer Gleichung in 3 Dimensionen dar und ähnelt mit seinen 20 gekurvten Spitzen einem Dodekaeder-Antistern. Nach einer Idee und dem Entwurf von Herwig Hauser von der Fakultät für Mathematik wurden die zwanzig Einzelteile der Sternskulptur aus Glasfaserverbundwerkstoff (GFK) gefertigt. Die einzelnen Segmente der selbsttragenden GFK-Struktur sind über Flansche miteinander verschraubt. Die Zugseile für die Aufhängung sind mit einem innenliegenden Stahlgerüst verbunden.